# Festival cinematografico internazionale di Mosca 2004
La 26ª edizione del Festival cinematografico internazionale di Mosca si è svolta a Mosca dal 18 al 27 luglio 2004.
Il Giorgio d'Oro fu assegnato al film russo Svoi diretto da Dmitrij Meschiev.

## Giuria
- Alan Parker ( Regno Unito - Presidente della Giuria)
- Jerzy Stuhr ( Polonia)
- Boris Akunin ( Russia)
- Armen Medvedev ( Russia)
- Barbara Sukowa ( Germania)
- Humbert Balsan ( Francia)

## Film in competizione
| Film                               | Regista                            | Nazione             |
| ---------------------------------- | ---------------------------------- | ------------------- |
| Angulimala                         | Sutape Tunnirut                    | Thailandia          |
| Habiographia Shel Ben              | Dan Wolman                         | Israele             |
| Yù Guān Yīn                        | Ann Hui                            | Cina                |
| Sigade revolutsioon                | Jaak Kilmi e René Reinumägi        | Estonia             |
| Vremja žatvy                       | Marina Razbežkina                  | Russia              |
| Detaljer                           | Christian Petri                    | Svezia              |
| Codice Homer (A Different Loyalty) | Marek Kanievska                    | USA, Regno Unito    |
| La piel de la tierra               | Manuel Fernández                   | Spagna              |
| Olgas Sommer                       | Nina Grosse                        | Germania            |
| Nacionalnaja bomba                 | Vagif Mustafayev                   | Azerbaigian, Russia |
| Portugal S.A.                      | Ruy Guerra                         | Portogallo          |
| Papa                               | Vladimir Maškov e Il'ja Rubinštejn | Russia              |
| Conversaciones con mamá            | Santiago Carlos Oves               | Argentina, Spagna   |
| Svoi                               | Dmitrij Meschiev                   | Russia              |
| Prima dammi un bacio               | Ambrogio Lo Giudice                | Italia              |
| Kwiyeowo                           | Kim Su-hyeon                       | Corea del Sud       |
| Varea anthygieina                  | Antonis Papadoupoulos              | Grecia              |

## Premi
- Giorgio d'Oro: Svoi, regia di Dmitrij Meschiev
- Premio Speciale della Giuria: Sigade revolutsioon, regia di Jaak Kilmi e René Reinumägi
- Giorgio d'Argento:
  - Miglior Regista: Dmitrij Meschiev per Svoi
  - Miglior Attore: Bohdan Stupka per Svoi
  - Miglior Attrice: China Zorrilla per Conversaciones con mamá
- Giorgio d'Argento per il Miglior Film nella Competizione Prospettiva: Hoteru bînasu, regia di Hideta Takahata
- Premio Speciale per un eccezionale contributo al mondo del cinema: Emir Kusturica
- Premio Stanislavskij: Meryl Streep